# Jacky Carlier
Jacky Carlier (Francia, 8 de noviembre de 1961) es un atleta francés retirado especializado en la prueba de 3000 m, en la que consiguió ser subcampeón europeo en pista cubierta en 1990.

## Carrera deportiva
En el Campeonato Europeo de Atletismo en Pista Cubierta de 1990 ganó la medalla de plata en los 3000 metros, con un tiempo de 7:54.75 segundos, tras su paisano francés Eric Dubus  y por delante del yugoslavo Branko Zorko.